# Stellaster septemtrionalis
Stellaster septemtrionalis är en sjöstjärneart som beskrevs av Oguro in Imaoka, Irimura, Okutani, Oguro, Oji, Kanazawa 1991. Stellaster septemtrionalis ingår i släktet Stellaster och familjen ledsjöstjärnor. Inga underarter finns listade i Catalogue of Life.